# Pieve di San Lazzaro
La pieve di San Lazzaro a Lucardo si trova nel comune di Certaldo, in provincia di Firenze, diocesi della medesima città.
La pieve è situata presso la cosiddetta variante sud della via Volterrana, l'importante arteria che collegava Firenze con la città di Volterra.
Si tratta di uno degli esempi più significativi dello stile romanico in Valdelsa: qui hanno lavorato le medesime maestranze di origine lombarda che erano attive in molti altri centri della zona, come ad esempio a Sant'Appiano e a Tavarnelle Val di Pesa.
Al suo interno si conservano pregevoli affreschi quattrocenteschi opera di Cenni di Francesco.

## Storia
La pieve di San Lazzaro è ricordata in documenti risalenti al X secolo quale censuaria del vescovo di Firenze. In un documento conservato nell'Abbazia di Passignano e risalente al 987 risulta che la chiesa a quel tempo era intitolata a San Leonardo, dedicazione che poi non mantenne.
In occasione della resa della città di Semifonte (1202), feudo dei conti Alberti, il popolo di San Lazzaro e quello di altre sei chiese suffraganee risulta come facente parte del comune di Certaldo e in base a ciò si può supporre che la pieve doveva appartenere ai Conti di Certaldo perlomeno dalla seconda metà del XII secolo, per poi passare sotto il controllo del vescovo di Firenze. Dal XIII secolo in poi aumentano le notizie riguardanti la pieve e le sue chiese controllate e sono anche rimasti i nomi di alcuni suoi rettori che appartenevano alle famiglie più potenti della zona.
All'inizio del XIV secolo il territorio della pieve era composto da sedici popoli.
La situazione economica della chiesa era florida come risulta sia dal pagamento dei tributi per mantenere l'esercito fiorentino nel 1260 sia dalla decime pontificie del 1276 e del 1302; grazie a questo la chiesa era una delle più ambite infatti veniva assegnata ai canonici della cattedrale di Firenze.
Nel 1363 la pieve venne costituita in dote alla famiglia Gianfigliazzi, signori del Castello di Santa Maria Novella, poco distante, e così rimase fino al 1954.
Nella pieve ebbe anche sede una canonica, di cui sono rimaste alcune testimonianze nel 1259 e nel 1286 ma la sua istituzione doveva essere precedente come era successo nelle analoghe comunità sorte presso le pievi circostanti. A difesa del loro territorio gli uomini del popolo di San Lazzaro ottennero dalla Signoria di Firenze, nel 1380, il permesso di poter costruire un castello nei dintorni.
Come già detto la chiesa era di patronato dei Gianfigliazzi e sotto il loro governo vennero effettuati diversi lavori nel corso dei secoli. Nel 1589 in occasione della visita del duca Alessandro de' Medici la chiesa venne restaurata mentre nel 1593 risulta costruito l'edificio dell'oratorio della Compagnia. A causa di un incendio che distrusse sia la canonica che parte della navata destra nel 1722 vennero effettuati dei grossi restauri. I lavori più grossi però vennero effettuati nel 1782 quando vennero costruiti i nuovi altari laterali, venne rifatto il presbiterio e vennero anche aperte tre finestre. Nel XIX secolo venne costruita la tettoia-portico in facciata
Negli anni cinquanta del XX secolo venne ripristinato lo stile romanico eliminando completamente gli intonaci e tutte le altre aggiunte in stile barocco; in quell'occasione vennero riportati alla luce anche degli affreschi risalenti al XIV secolo. In occasione di successivi lavori venne anche ritrovava la cripta che però non venne ripristinata.

## Architettura

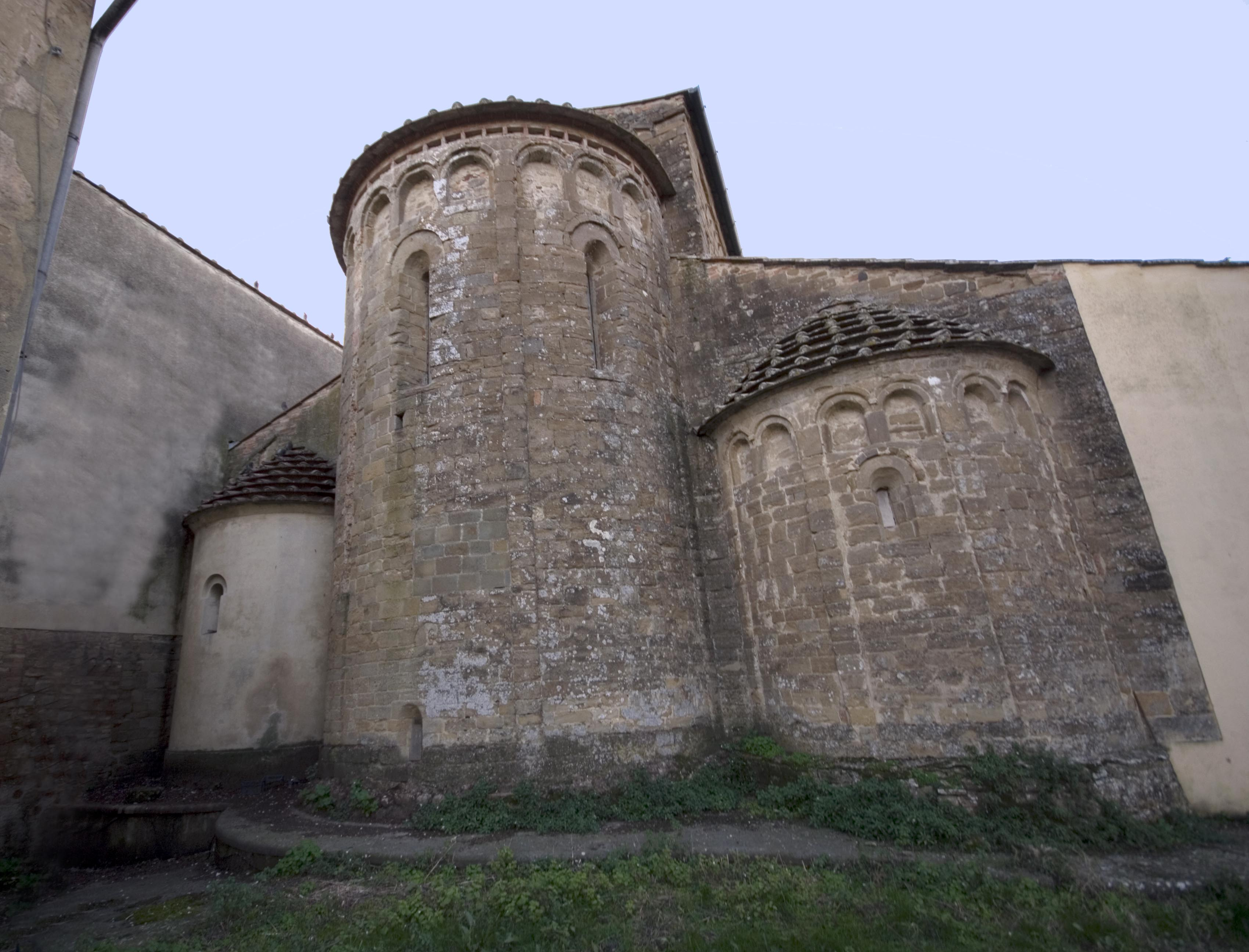
L'abside

La chiesa ha un impianto a tre navate ed è stata quasi per interno realizzata con pietra arenaria. È coperta con un tetto a falde, tetto che è sorretto da capriate in legno nella navata centrale mentre nelle navate laterali la copertura è a volte a crociera. Tutto il complesso sembra risalire ala fine dell'XI secolo.

### Esterno
La facciata è stata più volte modificata negli ultimi tre secoli ma mantiene ancora la tripartizione romanica costituita da quattro lesene che ripropongono all'esterno la divisione spaziale dell'interno. In facciata è stato costruito nel XIX secolo un portico-tettoia sotto il quale è inserita la porta di ingresso decorata da un arco a tutto sesto con ghiera decorata a dentelli e con un architrave scolpito con mensola. Il portale è simile a quello della Pieve di Cellole. Non sono rimaste tracce di altre aperture.
I muri perimetrali della chiesa sono privi di aperture, infatti le uniche fonti di luce sono le monofore del claristorio. Sul lato destro è posta una grossa torre che venne riutilizzata come campanile e nel cui fusto è posto un portale di accesso che in origine era protetto da una tettoia della quale oggi sono rimaste le buche pontaie. Sul lato destro della torre c'è una porticina architravata che presenta una lunetta monolitica su cui è scolpito un arco e una croce di sant'Andrea; questa porticina metteva in comunicazione la chiesa con il chiostro. Del chiostro è rimasto l'impianto e alcuni sostegni delle arcate.
La tribuna è costituita dal volume delle tre absidi, una per ogni navata. La tribuna è scandita da lesene a cui si collegano archetti pensili che formano una finta galleria di nicchie; questa soluzione absidale è simile a quelle delle pievi di San Pancrazio, di Sant'Appiano,di Artimino e di Fagna, tutte realizzare secondo la matrice lombarda.

### Interno
L'edificio mostra ancora le strutture romaniche: l'impianto basilicale, spartito da sette pilastri rettangolari, in origine aveva una cripta, emersa nel corso di restauri promossi intorno agli anni sessanta del Novecento.
L'organizzazione interna dello spazio è comune a quello di molte altre chiese del contado fiorentino come le vicine pievi di San Pietro in Bossolo, della già nominata pieve di Sant'Appiano e della chiesa di Lucignano. Nel XIV secolo sui pilastri sono stati realizzati degli affreschi attribuiti a Cenni di Francesco di ser Cenni.
Sempre di Cenni è anche un affresco miracoloso collocato nella parete sinistra, a circa metà della navata, raffigurante una Madonna del latte databile nel lustro compreso tra il 1385 e il 1390, di squisita fattura: con poche varianti il medesimo soggetto sarà ripetuto anche nella chiesa di San Martino a Maiano, ora nel Museo di Arte Sacra di Certaldo.

## L'antico piviere

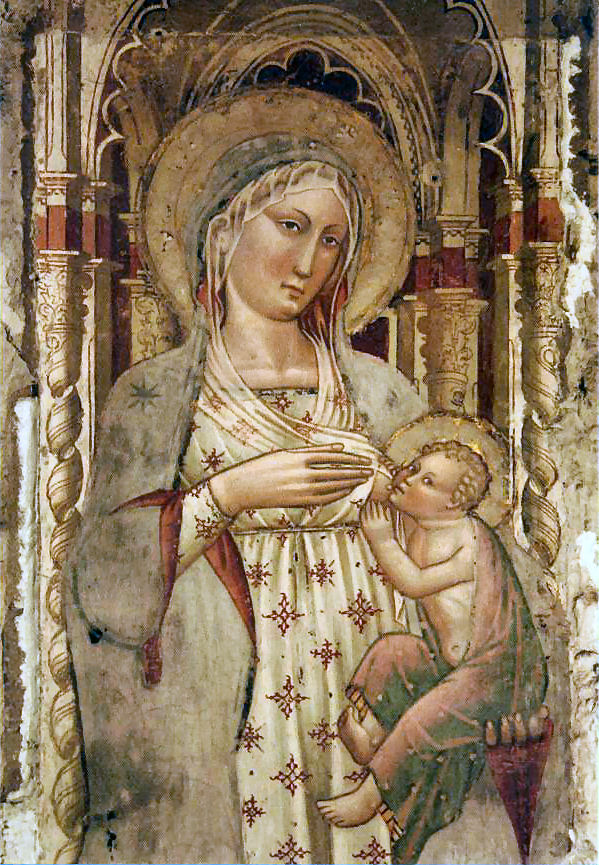
Cenni di Francesco, Madonna col Bambino

Dell'antico piviere di San Lazzaro facevano parte:

### Chiese suffraganee
- chiesa dei Santi Jacopo e Filippo (Certaldo), annessa alla parrocchia di San Tommaso
- Ex chiesa dei Santi Tommaso e Prospero, sconsacrata, di proprietà del Comune di Certaldo
- chiesa di San Vito in Jerusalem, attualmente ridotta a rudere
- chiesa di San Martino a Maiano (Certaldo), annessa alla parrocchia di San Tommaso
- chiesa di San Gaudenzio a Ruballa
- chiesa di San Miniato a Maggiano, utilizzata saltuariamente come capanno agricolo
- chiesa di San Donato a Lucardo
- Chiesa di Santa Maria Assunta a Casale
- Chiesa di San Biagio a Luja
- Chiesa di San Pietro a Montebonello
- Chiesa di San Martino a Liffole
- Chiesa di Santa Cristina a Metato
- chiesa di Santa Lucia al Casalecchio
- Chiesa di Santa Maria Novella
- Chiesa di San Pietro a Tugiano
- Chiesa di San Michele a Sticciano
- Chiesa di San Martino a Lucardo[24]
- Chiesa di Sant'Eusebio alla Canonica[25]
- Chiesa di San Giovanni a Pulicciano[26]
- Chiesa di Santo Stefano a Torrebenni[26]

### Ospedali
- Spedale di Santa Maria di Fori
- Spedale di Santa Maria a Certaldo
- Spedale di Sant'Antonio in burgo Avanelle